# District de Huai'an
Le district de Huai'an (淮安区 ; pinyin : Huái'ān Qū) est une subdivision administrative de la province du Jiangsu en Chine. Il est placé sous la juridiction de la ville-préfecture de Huai'an.